# Incursione giapponese nell'Oceano Indiano
L'Incursione giapponese nell'Oceano Indiano fu portata nella prima decade dell'aprile 1942 dalla totalità della 1ª Flotta aerea del viceammiraglio Chūichi Nagumo (reduce dalla vittoria di Pearl Harbor) e da parte della 2ª Flotta del viceammiraglio Nobutake Kondō (che aveva il comando generale dell'operazione) nel Golfo del Bengala e contro l'isola di Ceylon, per affrontare e sconfiggere le deboli difese britanniche nella regione e in particolare distruggere le forze navali alleate raggruppate nella Eastern Fleet.
L'offensiva ottenne alcuni spettacolari successi, dimostrò la schiacciante superiorità delle forze aeree giapponesi della Marina Imperiale, scatenò grandi preoccupazioni nei comandi militari e anche nella dirigenza politica alleata, ma non si trasformò in una concreta offensiva strategica allo scopo di invadere l'India e cercare il collegamento con gli alleati dell'Asse nella regione del Mar Rosso e del Golfo Persico.
La flotta inglese e le difese di Ceylon vennero pesantemente sconfitte e la Eastern Fleet ripiegò addirittura sulla costa africana, ma già a metà aprile le portaerei di Nagumo abbandonarono l'Oceano Indiano e ritornarono nel Pacifico in vista di nuove operazioni contro la Flotta americana, perdendo forse una grande occasione di ottenere risultati strategici di grande importanza per l'esito della guerra.

## Situazione strategica
Il 18 gennaio 1942, a Berlino, le tre Potenze dell'Asse firmarono la convenzione militare del Tripartito che, almeno sulla carta, avrebbe dovuto stabilire e organizzare dettagliatamente la collaborazione militare e coordinare la pianificazione operativa dei tre alleati. In realtà, la mancanza di una reale volontà politica dei dirigenti delle tre potenze, la sfiducia reciproca, e la visione grettamente egoistica della conduzione della guerra, in particolare di Hitler e dei militari giapponesi (a differenza della maggiore volenterosità di Mussolini e del Comando Supremo, dopo i fallimenti della "Guerra Parallela" del 1940) impedirono subito una concreta ed efficace collaborazione e, naturalmente, resero impossibile l'organizzazione di una struttura di comando unificato (a parte le inefficaci commissioni militari costituite nelle tre capitali) sul tipo del "Combinated Joint Chiefs Staff" anglosassone; ostacolata indubbiamente anche dalle oggettive difficoltà geografiche legate alla lontananza del Giappone e alla mancanza di solide vie di comunicazione.
La convenzione, quindi, si limitava a considerazioni generali di principio e ad una sommaria divisione di sfere di influenza e di responsabilità operative (secondo il progetto giapponese e nonostante alcune obiezioni tedesche); questa linea di separazione venne stabilita nel 70º meridiano est, assegnando le aree geografiche e i mari a oriente all'Impero Giapponese; e i territori e le acque a occidente di questa longitudine alle due potenze europee. Inoltre, veniva anche stabilita la possibilità da parte del Giappone di oltrepassare questa linea nell'area dell'Oceano Indiano in relazione a possibili, concrete necessità operative. In pratica, le tre potenze continuarono a pianificare e eseguire autonomamente le diverse operazioni militari, senza reale coordinamento e senza preventiva consultazione, a scapito dell'efficienza e dei risultati.

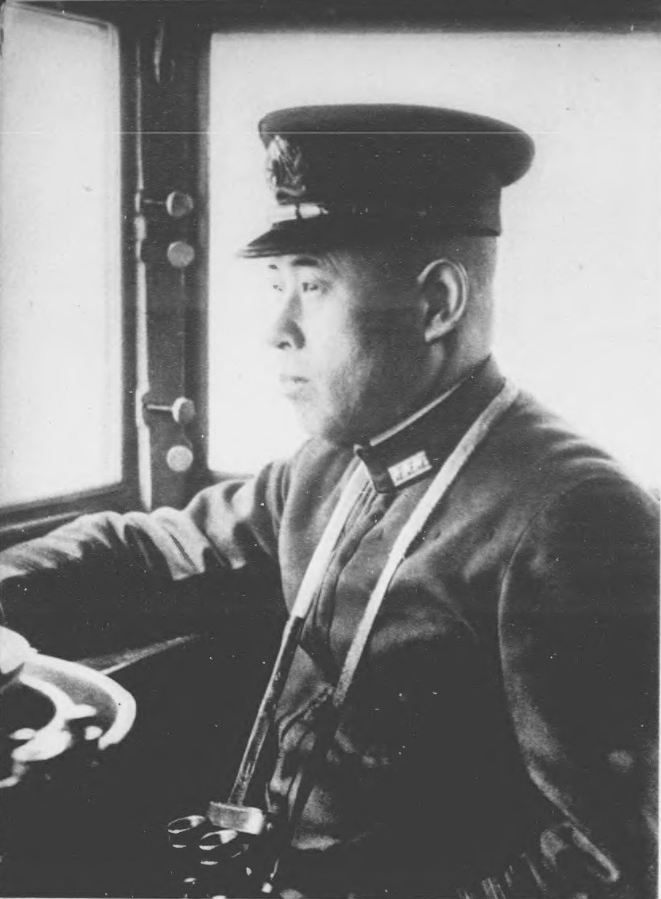
L'ammiraglio Isoroku Yamamoto, il comandante in capo della Flotta combinata

In realtà la Marina tedesca (Kriegsmarine) aveva subito riposto grande importanza nella possibile collaborazione nipponica per organizzare una guerra marittima globale e minacciare le vie di comunicazione oceaniche delle due potenze anglosassoni; in particolare il 25 febbraio 1942, propose in un documento dell'OKM, di individuare nell'area del Medio Oriente e dell'Oceano Indiano la possibile zona geografica di collaborazione operativa su cui sarebbero dovuti convergere gli sforzi militari delle potenze del Tripartito; si prevedeva quindi una marcia delle forze del generale Rommel sul canale di Suez; un'irruzione delle Esercito tedesco attraverso il Caucaso nel Medio Oriente e verso il Golfo Persico e un'avanzata aeronavale della marina giapponese nell'Oceano Indiano in direzione del Mar Rosso e delle coste africane per congiungersi con le forze italo-tedesche; in questo modo, oltre ad acquisire enormi risorse di materie prime strategiche, le tre potenze avrebbero ottenuto un collegamento geografico concreto e avrebbero provocato il crollo della potenza britannica nel Vicino e nel Medio Oriente, isolando inoltre il sub-continente indiano (già in fermento e vicino alla rivolta contro il potere inglese).
Queste iniebrianti prospettive sarebbero presto svanite di fronte alle enormi difficoltà militari reali, alle opportune contromisure della crescente potenza degli Alleati e alla mancanza di volontà collaborativa tra la Germania e il Giappone.

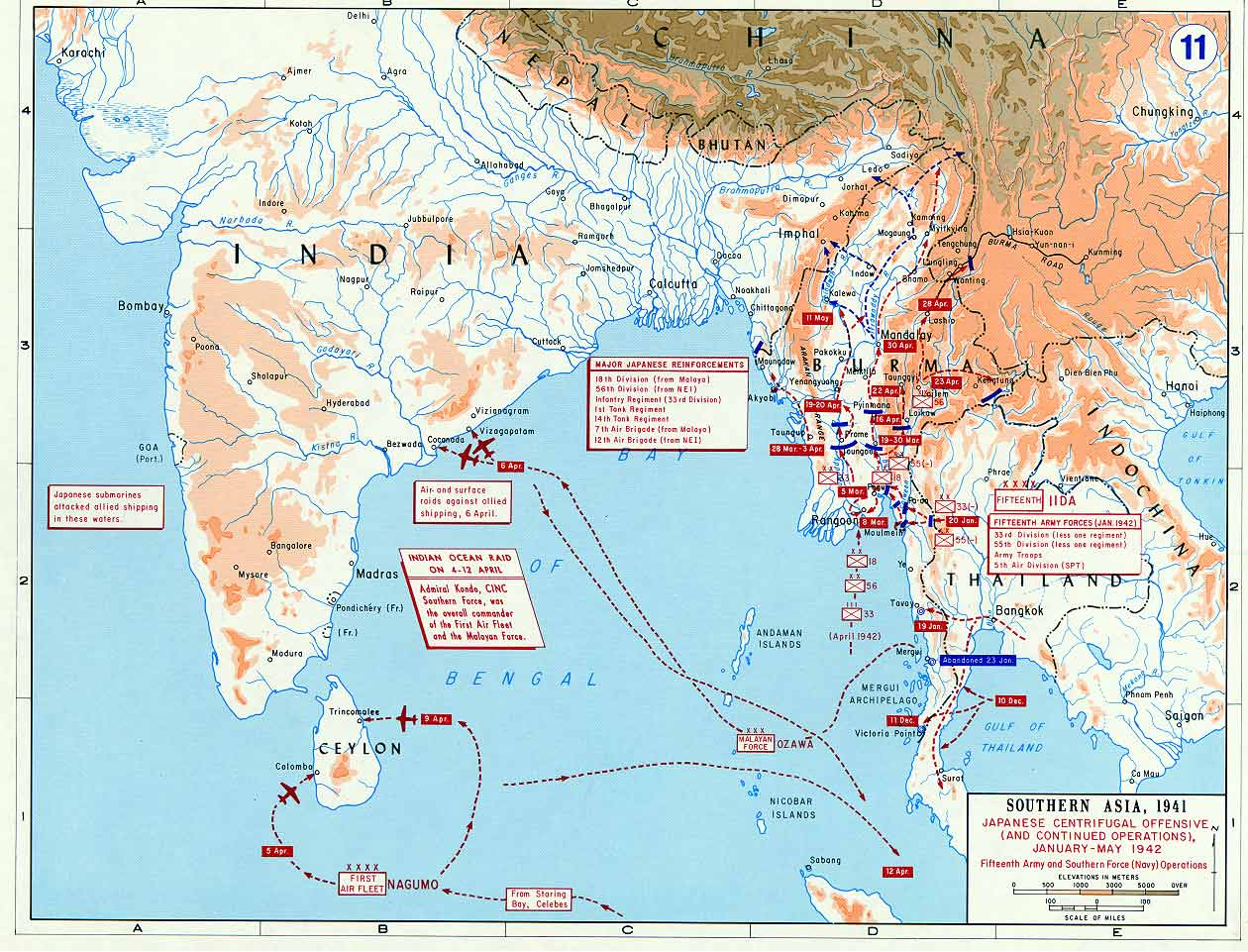
Carta con le direttrici degli attacchi giapponesi nell'Oceano Indiano

Effettivamente, fin dal gennaio 1942, anche il capitano di vascello Kameto Kuroshima, capo ufficio operazioni del Quartier generale della Flotta combinata (Rengō Kantai) dell'ammiraglio Isoroku Yamamoto, aveva proposto, durante le discussioni in corso tra gli alti ufficiali della Marina Imperiale riguardo allo sviluppo da dare alle operazioni strategiche dopo il completamento della prima fase dell'offensiva nel Sud-Est asiatico, di sfruttare audacemente la superiorità aeronavale acquisita dopo l'attacco di sorpresa contro la Marina americana a Pearl Harbor. Egli quindi proponeva, dopo il completamento della conquista della Malesia, la imminente caduta di Singapore e l'invasione vittoriosa delle Indie Orientali olandesi, di proseguire l'offensiva in direzione dell'Oceano Indiano per minacciare l'India britannica, conquistare Ceylon, penetrare nel Golfo Persico e nel Mar Rosso, tagliare le comunicazioni delle forze britanniche del Medio oriente (che circumnavigavano l'intero continente africano passando per la rotta del Capo) venendo quindi in aiuto delle forze dell'Asse schierate in Libia e in Egitto.
Questo piano, presentato ufficialmente al Quartier generale Imperiale il 27 gennaio 1942, incontrò subito una dura opposizione da parte delle altre autorità della complicata organizzazione gerarchica dei comandi giapponesi; in particolare Kuroshima non convinse né l'ammiraglio Yamamoto e il suo capo di stato maggiore, ammiraglio Matome Ugaki, desiderosi soprattutto di schiacciare definitivamente le pericolose portaerei americane per mezzo di una grande battaglia navale, minacciando di nuovo le Hawaii o le Isole Midway; e neppure l'ammiraglio Nagano, ministro della Marina, e il suo vice, ammiraglio Fukudome, propensi invece a invadere, o almeno isolare, l'Australia, considerata una pericolosa base di operazioni per un'eventuale controffensiva americana.
Probabilmente, in realtà, un'offensiva generale nell'Oceano Indiano (che avrebbe richiesto un grande impegno prolungato delle portaerei giapponesi e anche di numerose unità dell'Esercito imperiale) presentava grossi rischi, esponendo le nuove regioni conquistate e lo stesso territorio metropolitano giapponese ad un possibile attacco della Flotta del Pacifico americana, ancora pericolosa con le sue moderne portaerei, anche se priva momentaneamente di corazzate moderne.
Ulteriori difficoltà sorsero inoltre per l'atteggiamento negativo dell'Esercito Imperiale, che non solo rifiutò un impegno massiccio in Australia (che avrebbe richiesto l'impiego di almeno dodici divisioni) ma anche di partecipare alla eventuale puntata nell'Oceano Indiano fornendo una divisione di fanteria per l'invasione di Ceylon. In questa fase l'Esercito giapponese era principalmente concentrato sull'invasione della Birmania e sulla conseguente interruzione delle vie di rifornimento alleate per la Cina (sempre considerato il teatro di guerra principale e più impegnativo).

## Decisioni giapponesi e preparativi britannici
Dopo lunghe e accanite discussioni, il 14 febbraio 1942 la decisione del Quartier generale Imperiale stabilì l'abbandono di grandiosi, e forse impraticabili, piani di conquista nel sub-continente indiano e degli irrealistici progetti di congiungimento con i lontani alleati dell'Asse (in mancanza di una reale volontà politica e di una seria collaborazione tra le tre Potenze); si decise, invece, di completare la conquista delle Indie Orientali Olandesi, di coprire la penisola Malese occupando le isole Andamane e Nicobare e inoltre di accelerare la conquista della Birmania (già in corso dal 19 gennaio 1942) con uno sbarco alla foce dell'Irrawaddy a sud di Rangoon.

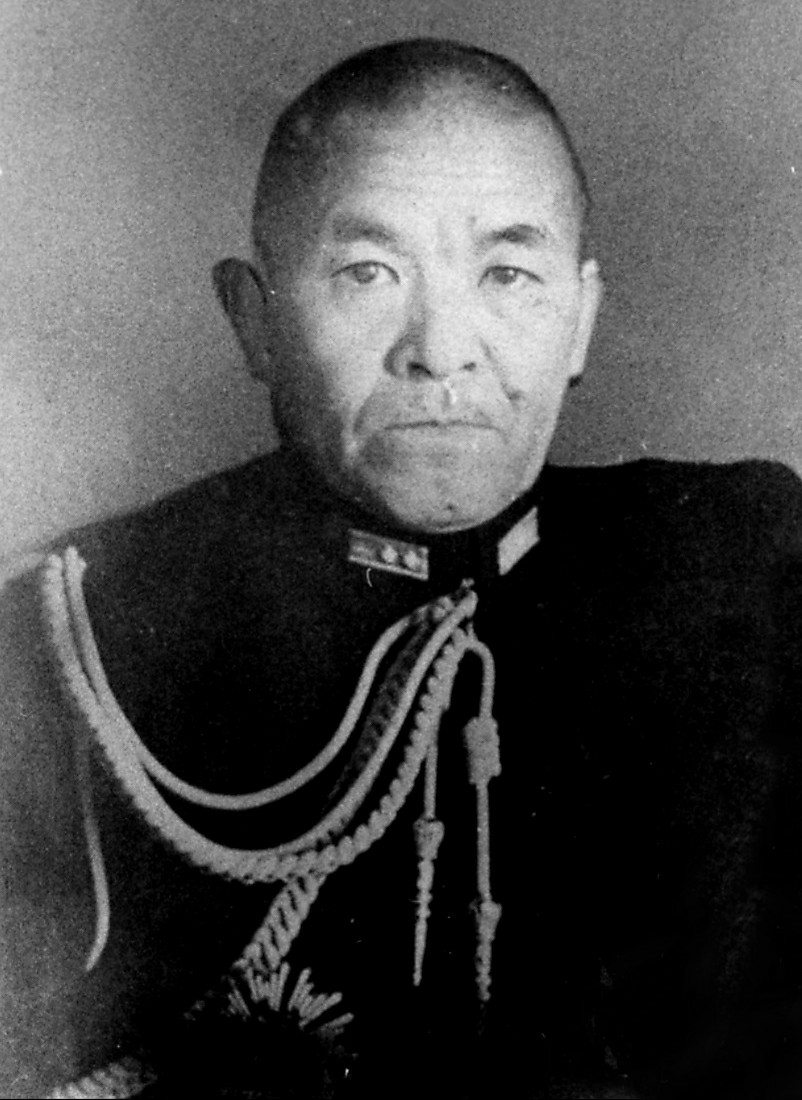
L'ammiraglio Chūichi Nagumo, comandante della squadra delle portaerei impegnata nell'Oceano Indiano.

Per facilitare e salvaguardare queste operazioni la 1ª Flotta aerea dell'ammiraglio Nagumo avrebbe proseguito la sua crociera (dopo una puntata sulle coste dell'Australia settentrionale e dopo aver appoggiato la conquista di Giava) spingendosi nell'Oceano Indiano, affrontando e distruggendo il nuovo concentramento navale inglese individuato a sud di Ceylon, bombardando quest'isola e intralciando il traffico mercantile nel golfo del Bengala.

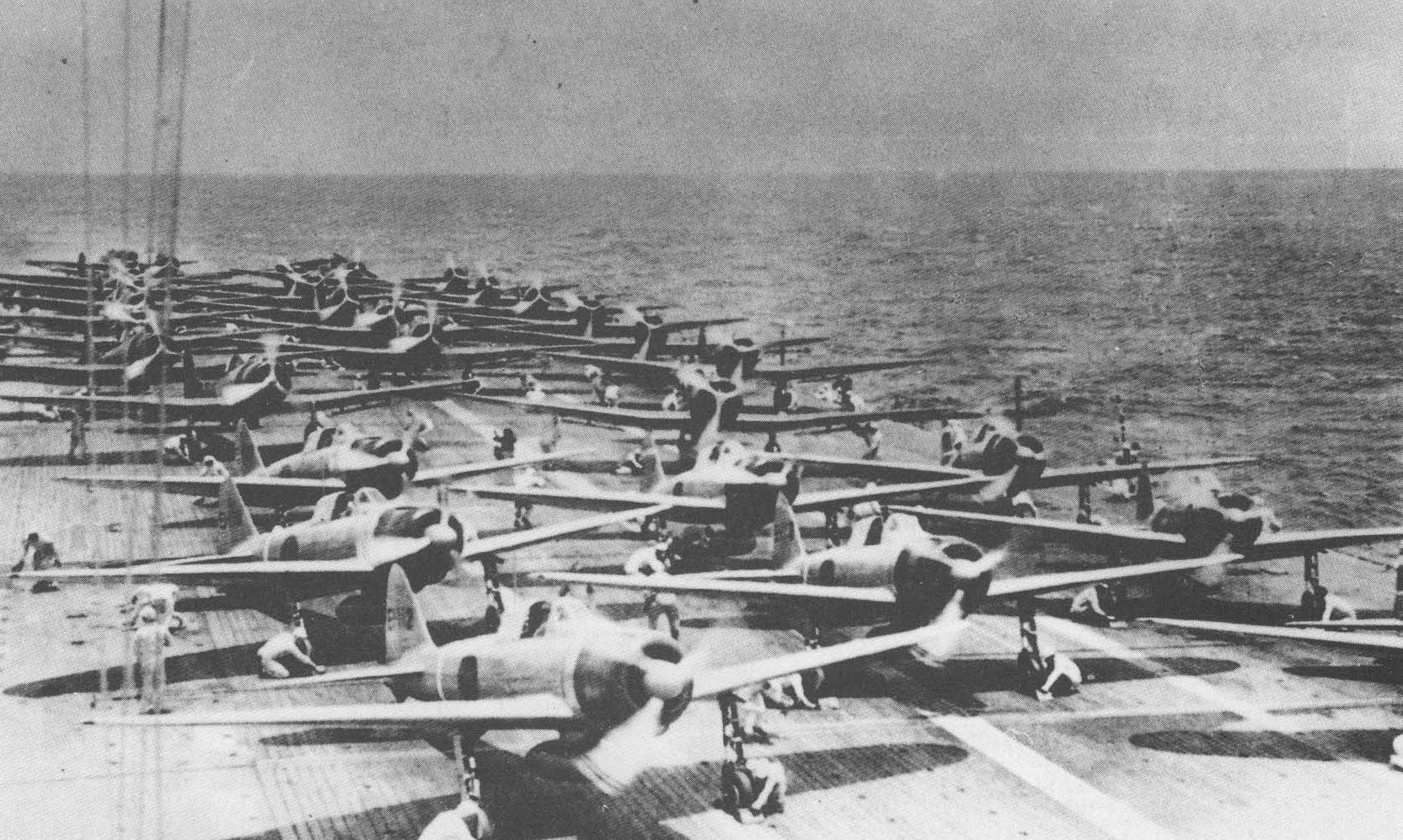
Uno squadrone di temuti caccia A6M Zero pronto al decollo dalla portaerei Shokaku.

La manovra navale nell'Oceano Indiano, quindi, si riduceva, da grande manovra strategica offensiva (come ipotizzata dal capitano Kuroshima), ad incursione temporanea delle potenti forze aeronavali giapponesi per intimorire e possibilmente distruggere la flotta inglese, paralizzare le difese nemiche a Ceylon e nelle coste orientali indiane, proteggere le offensive giapponesi in Birmania e nelle Andamane e Nicobare. Ottenuti questi risultati, le portaerei di Nagumo sarebbero rapidamente ritornate nel Pacifico per partecipare alle nuove operazioni contro la flotta americana, al momento in discussione nel quartier generale di Yamamoto.
Il 9 marzo 1942 l'ammiraglio Yamamoto diramò gli ordini dettagliati per la nuova missione della potente forza aeronavale giapponese, reduce dal riuscito bombardamento di Darwin del 19 febbraio e ora posizionata nell'isola Celebes; significativamente l'alleato tedesco non venne affatto informato della nuova operazione e quindi rimase all'oscuro degli scopi e degli obiettivi reali della manovra che potenzialmente avrebbe potuto alleviare in modo decisivo la situazione delle forze italo-tedesche nel Mediterraneo e in Africa.
Nei giorni seguenti le forze giapponesi procedettero a sviluppare con la consueta efficienza e precisione le operazioni pianificate in precedenza: l'11 marzo sbarcarono alla foce dell'Irrawaddy, il 12 marzo a Sebang, nella punta settentrionale di Sumatra (già in parte occupata nelle regioni centrale e meridionale), il 23 marzo conquistarono Port Blair, capitale delle Isole Andamane.

Il 26 marzo le portaerei dell'ammiraglio Nagumo salpavano dalla baia di Staring a Celebes, puntando in direzione dell'Oceano Indiano; si trattava di una forza formidabile, esperta e addestrata, con cinque portaerei di squadra (le stesse di Pearl Harbor, tranne la Kaga, danneggiata da un siluro del sommergibile americano Sailfish a Giava il 2 marzo e ritornata in Giappone per le riparazioni), chiaramente superiore alle forze aeronavali frettolosamente raccolte dagli inglesi per cercare mantenere il controllo delle vie d'acqua e dei territori dell'Impero britannico.
Il 25 febbraio 1942 il generale sir Archibald Wavell, comandante in capo del Comando Alleato ABDA organizzato appena un mese prima per coordinare le forze terrestri, navali e aeree di Australia, Gran Bretagna, Paesi Bassi e Stati Uniti presenti nel teatro di guerra del Sud-Est Asiatico e per difendere le Indie Olandesi e la penisola Malese, abbandonava il suo comando di Batavia (sull'isola di Giava), scioglieva praticamente la effimera struttura dell'ABDA e si trasferiva in India per riassumere il comando delle forze imperiali britanniche nel sub-continente.
L'evoluzione della campagna era stata completamente negativa (ed in tempi imprevedibilmente rapidi) per gli Alleati e, dopo la caduta di Singapore il 15 febbraio e l'invasione del Borneo, delle Celebes e della parte meridionale di Sumatra, le residue possibilità di difendere l'isola principale di Giava apparivano ormai praticamente inesistenti. Quindi Wavell, dopo aver ceduto il comando sul posto al generale olandese Hein ter Poorten (mentre l'ammiraglio statunitense Thomas C. Hart passava la guida delle scarse forze navali all'energico ammiraglio olandese Conrad Helfrich) aveva consigliato opportunamente a Churchill di non inviare ulteriori rinforzi nel settore e di concentrare invece tutti gli sforzi difensivi sulla Birmania, su Ceylon e sull'Australia.

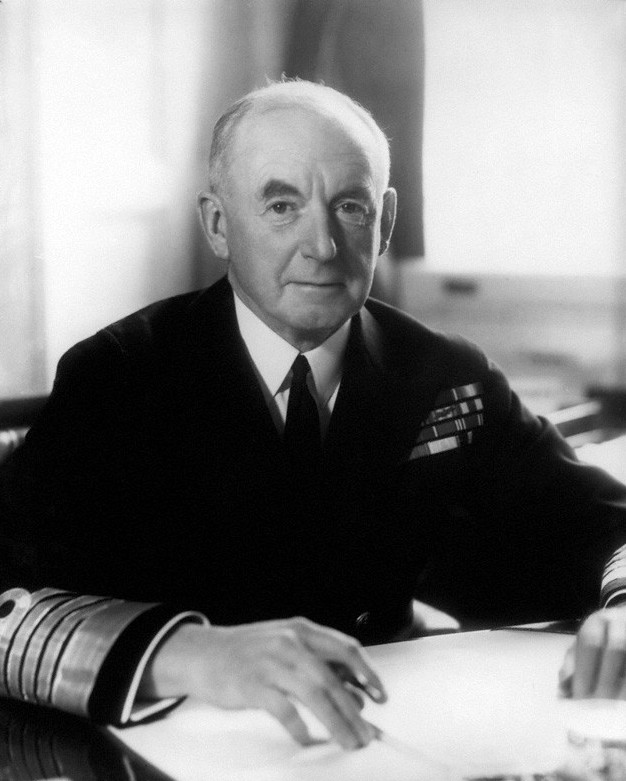
L'ammiraglio sir Dudley Pound, Primo Lord del Mare della Royal Navy; cosciente della superiorità giapponese invitò Churchill e l'ammiraglio Somerville alla prudenza.

Dopo aver inizialmente sperato di salvare Singapore e Giava con l'arrivo di due divisioni australiane (6ª e 7ª, trasferite dal Medio Oriente) anche il Primo Ministro convenne con Wavell sull'inutilità di sprecare altre forze in una battaglia ormai persa e pertanto (anche dopo le energiche sollecitazioni del primo ministro australiano Curtin, comprensibilmente desideroso di rafforzare soprattutto le difese in Australia) decise alla fine di febbraio di dirottare le divisioni australiane nella loro patria, di inviare la 7ª Brigata corazzata (sempre proveniente dall'Africa) in Birmania per salvaguardare la importantissima strada birmana e quindi i collegamenti con la Cina, e di trasportare la 70ª divisione fanteria inglese a Ceylon per proteggere quell'isola (base navale di grande importanza) da possibili nuove minacce giapponesi.

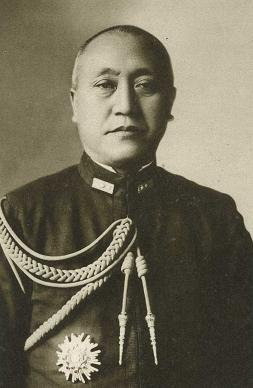
L'ammiraglio Nobutake Kondō, comandante della 2ª Flotta giapponese e comandante in capo delle forze navali imperiali nel Sud-Est asiatico.

Inoltre, fin dalla tragico affondamento della Prince of Wales e della Repulse, Churchill e il Primo Lord del Mare, ammiraglio sir Dudley Pound, si erano sforzati di ricostituire una consistente squadra navale britannica nell'Oceano Indiano in grado di affrontare la flotta nipponica e di proteggere l'India, il Golfo Persico (con i suoi inestimabili giacimenti petroliferi) e le vie di comunicazioni del Medio e del Vicino Oriente.
A questo scopo durante il mese di marzo, mentre si rafforzavano i segnali e le informazioni di un prossimo movimento strategico della flotta giapponese nell'Oceano Indiano e mentre la situazione in Birmania peggiorava ulteriormente, la Eastern Fleet, passata al comando dell'energico ammiraglio sir James Somerville (in precedenza comandante della forza H a Gibilterra) e costituita inizialmente solo dalla portaerei Indomitable (che si era impegnata nei mesi precedenti nel trasporto di caccia Hurricane a Singapore e a Sumatra) e dalle vecchie corazzate classe Revenge, venne rinforzata dalla moderna portaerei Formidable e dalla corazzata Warspite, appena riparata nei cantieri americani.
Churchill contava di poter affrontare con queste forze la flotta nemica (di cui, nonostante i precedenti, si continuava a sottovalutare in parte l'efficienza), mentre Dudley Pound, più prudente, non mancò di avvertire l'ammiraglio Somerville sui pericoli della situazione e di invitarlo soprattutto a salvaguardere le sue navi anche a costo di abbandonare Ceylon e il Golfo del Bengala.
Il 24 marzo l'ammiraglio Somerville, a bordo della Formidable, giunse a Colombo, assumendo il comando della Eastern Fleet, e appena due giorni più tardi la flotta delle portaerei dell'ammiraglio Nagumo salpò a sua volta dalle Celebes per penetrare aggressivamente nell'Oceano indiano, dando il via a un'incursione navale che Churchill, almeno a posteriori e forse con il suo consueto eccesso retorico, avrebbe definito la manovra strategica più pericolosa a cui avesse dovuto far fronte durante l'intera Seconda guerra mondiale.

## Le forze in campo

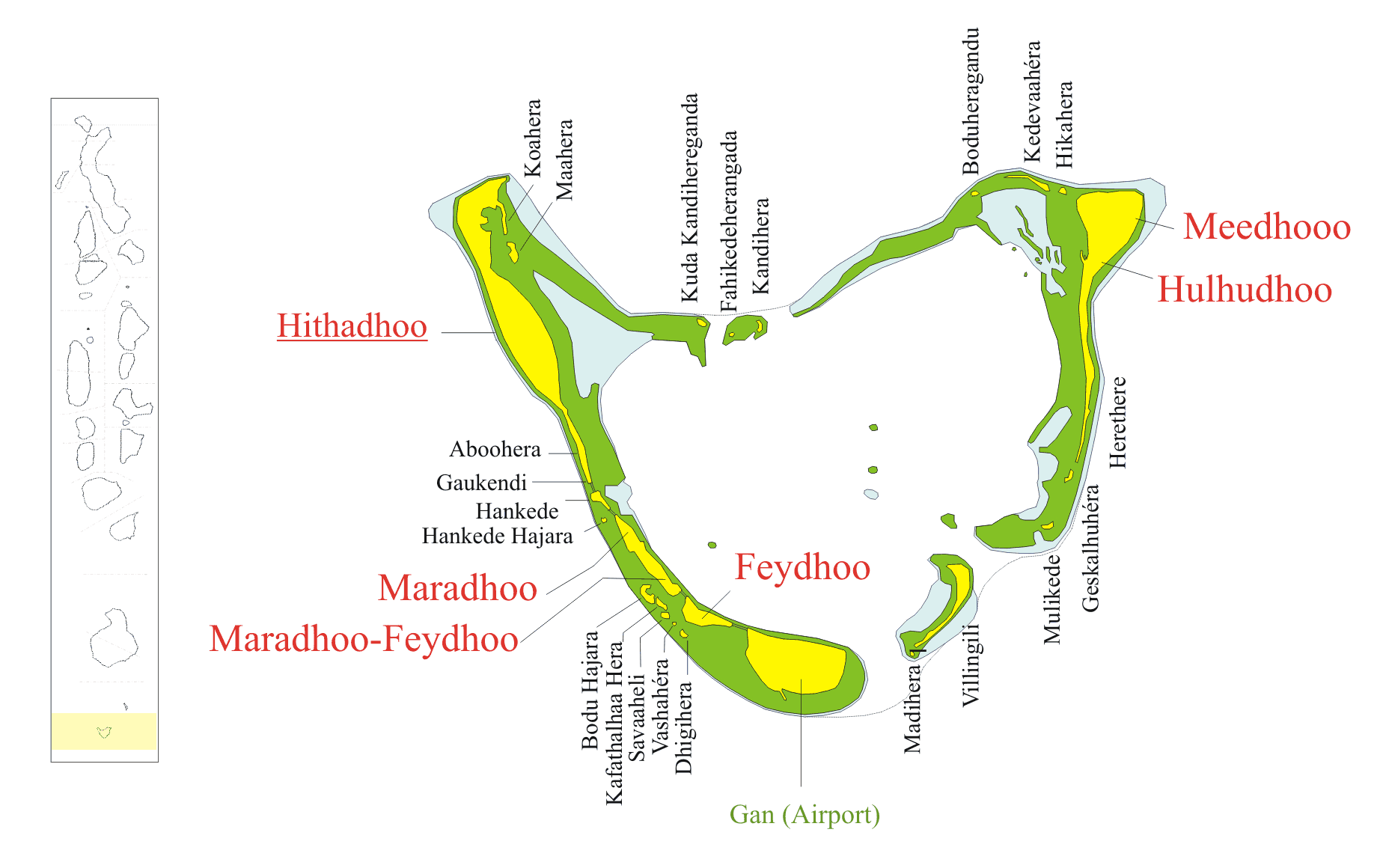
Mappa dell'atollo di Addu, detto anche Seenu, che evidenzia il perfetto riparo naturale per numerose navi anche di grosso tonnellaggio.

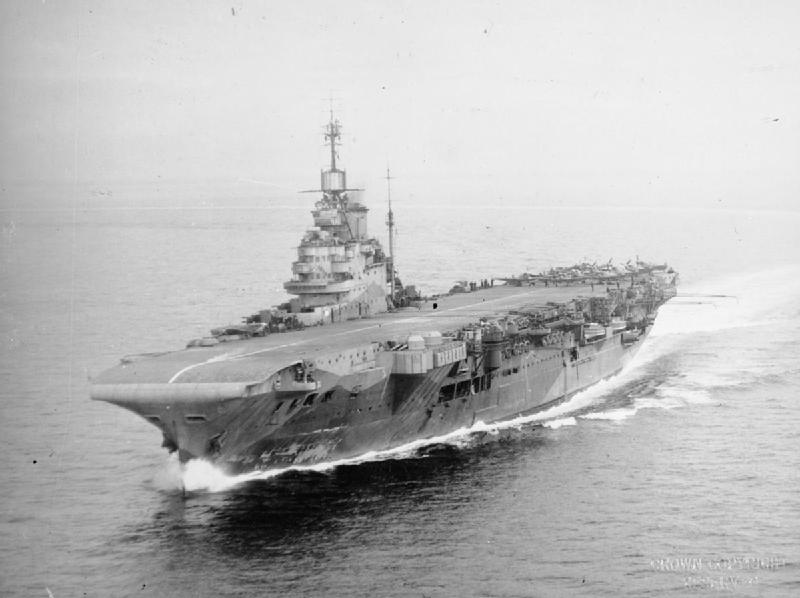
La portaerei britannica Indomitable, pur veloce, moderna e con un ponte di volo lievemente corazzato, per mancanza di aerei efficienti non era paragonabile alle navi giapponesi e americane.

A partire dai primi di marzo l'ammiraglio Geoffrey Layton, nominato Comandante in capo a Ceylon, e il generale sir Henry Pownall, comandante dal 6 marzo delle difese terrestri dell'isola, avevano cominciato ad organizzare le difese per affrontare un'eventuale invasione su grande scala giapponese; in attesa dell'arrivo della 70ª Divisione fanteria inglese, il nerbo della guarnigione era costituito da due brigate della 7ª Divisione australiana e dalla 34ª Divisione anglo-indiana, le difese antiaerea vennero potenziate, mentre opportunamente tre squadriglie di caccia Hurricane (destinati in un primo tempo a Singapore e a Giava) vennero mantenute sull'isola, insieme ad alcuni reparti di bombardieri leggeri Bristol Blenheim. Venne inoltre rafforzata la ricognizione a largo raggio con l'impiego di numerosi idrovolanti Consolidated PBY Catalina per poter individuare tempestivamente l'avvicinamento di squadre navali giapponesi.
Infine, nelle isole Maldive (nell'atollo di Addu) venne organizzata una base navale segreta (denominata convenzionalmente "Port T") dove poteva trovare riparo la Eastern Fleet senza rimanere a lungo pericolosamente esposta nei porti di Colombo e Trincomalee.
Appena arrivato, l'ammiraglio Somerville provvide quindi ad organizzare la sua flotta in due squadre separate, con la cosiddetta Forza A, costituita dalle navi più moderne, appoggiata sulla base segreta di Port T e pronta ad affrontare le navi nemiche, e con le corazzate più vecchie (le famose bare galleggianti, secondo la esasperata definizione di Churchill) adibite principalmente alla scorta dei convogli di truppe e rifornimenti destinati all'isola di Ceylon e all'India, ed appoggiate al porto di Kilindini in Kenya.
Complessivamente la Eastern Fleet disponeva di
- Due moderne portaerei veloci
  - Indomitable
  - Formidable
- Una vecchia portaerei leggera
  - Hermes
- Cinque corazzate
  - Warspite
  - Resolution
  - Revenge
  - Ramillies
  - Royal Sovereign
- Due incrociatori pesanti
  - Cornwall
  - Dorsetshire
- Cinque incrociatori leggeri
  - Emerald
  - Enterprise
  - Caledon
  - Dragon
  - Jacob van Heemskerck (olandese, Classe Tromp)
- 14 cacciatorpediniere

A Ceylon la RAF (222. Group) disponeva di uno squadrone (No.11) di bombardieri leggeri Blenheim, tre squadroni di Hurricane (No. 30, No. 258, No. 261), uno squadrone di caccia biposto Fulmar e quattro squadroni di ricognitori/idrovolanti Catalina. Infine la Fleet Air Arm (le forze aeronavali della Royal Navy), oltre ai gruppi imbarcati sulle portaerei, schierava sull'isola uno squadrone di vecchi aerosiluranti biplano Swordfish e due squadroni di Fulmar.

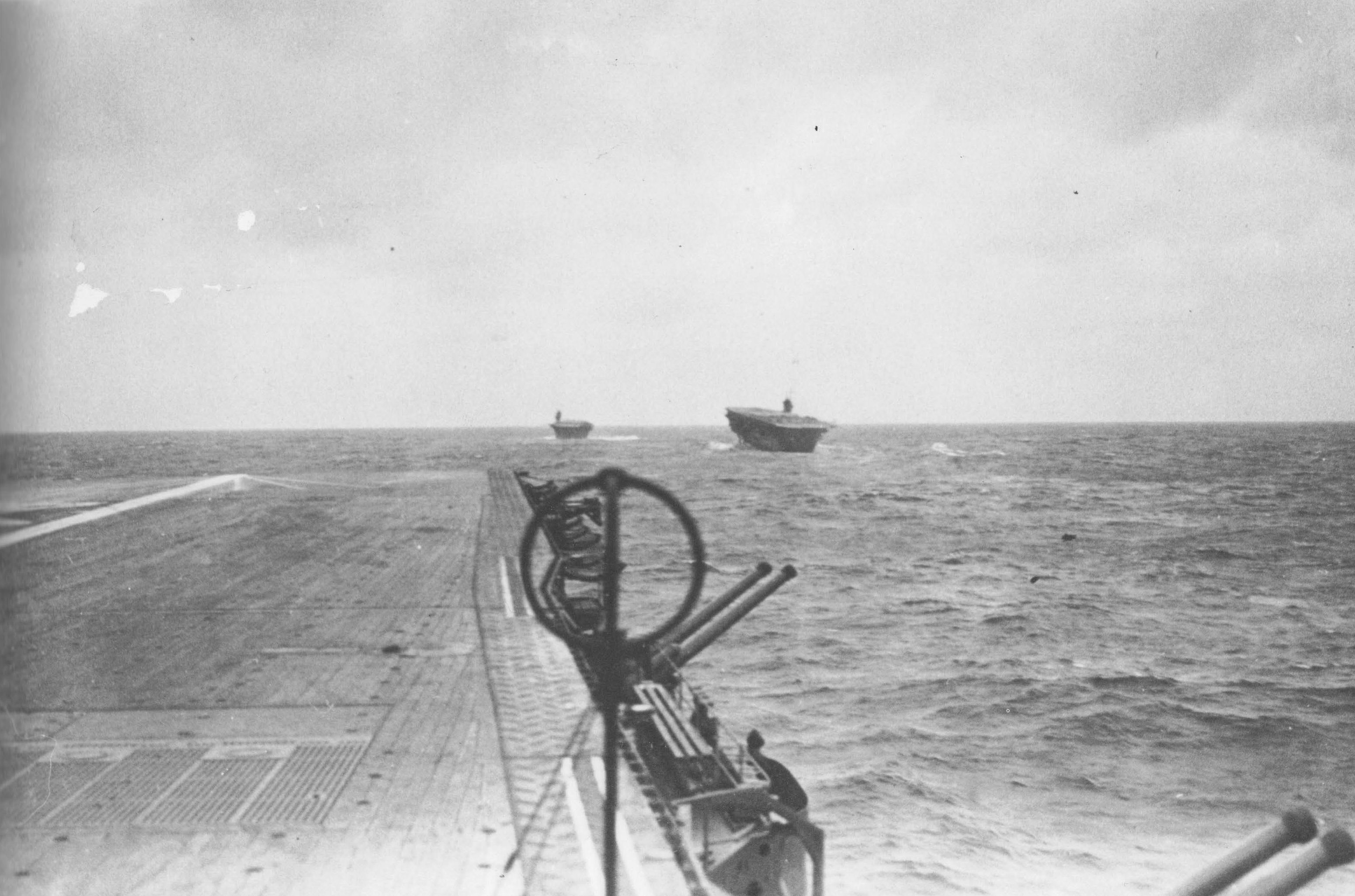
Le portaerei giapponesi in navigazione; la Zuikaku, la Kaga (che non prese parte all'incursione), e la Akagi.

Si trattava di un complesso di forze teoricamente adeguato e sufficientemente moderno, in grado di affrontare la minaccia giapponese; in particolare le cinque navi di linea disponevano sulla carta di un potenziale di fuoco superiore alle corazzate nemiche; ma le tre portaerei britanniche, i cui gruppi imbarcati (con circa 100 aerei in totale) erano equipaggiati con i superati Swordfish e i modesti Fulmar, erano totalmente surclassate dalla potente forza aeronavale disponibile sulle veloci e moderne portaerei giapponesi, e anche gli aerei e i piloti della RAF si sarebbero dimostrati molto inferiori ai caccia nipponici e avrebbero sorprendentemente subito una netta sconfitta di fronte ai temibili e agguerriti piloti del Sol Levante.
Il viceammiraglio Nobutake Kondō, comandante della 2ª Flotta e responsabile di tutte le forze navali giapponesi nel Sud-Est asiatico, disponeva di forze imponenti per compiere la prevista incursione in profondità nell'Oceano Indiano; in particolare era stato rinforzato con la famosa 1ª Flotta aerea (Kidō Butai) del viceammiraglio Chūichi Nagumo reduce da una serie ininterrotta di vittorie, a partire dall'attacco di Pearl Harbor del dicembre 1941; per questa nuova impresa le forze aeronavali di Nagumo erano costituite da cinque portaerei di squadra dotate di quasi 350 aerei moderni e di equipaggi altamente addestrati e motivati. Il piano giapponese prevedeva una doppia manovra offensiva nell'Oceano Indiano: il gruppo principale della 1ª Flotta aerea, salpato da Celebes il 26 marzo, si sarebbe diretto audacemente su Ceylon, avrebbe distrutto le difese nemiche sull'isola e agganciato e sconfitto le forze navali inglesi presenti sul posto; contemporaneamente una seconda squadra navale, costituita da una portaerei leggera e da una squadra di incrociatori pesanti, al comando dell'ammiraglio Ozawa, sarebbe penetrata nel Golfo del Bengala, minacciando le coste indiane e intercettando la navigazione mercantile britannica impegnata nel rifornimento delle truppe impegnate nella difesa della Birmania.
Le forze navali dell'ammiraglio Nagumo erano costituita da
- Cinque portaerei pesanti
  - Akagi
  - Hiryu
  - Soryu
  - Shokaku
  - Zuikaku
- Quattro navi da battaglia della classe Kongo
  - Kongo
  - Hiei
  - Kirishima
  - Haruna
- Due incrociatori pesanti
  - Tone
  - Chikuma
- Un incrociatore leggero
  - Abukuma
- 9 cacciatorpediniere

La squadra navale dell'ammiraglio Ozawa era costituita da
- Una portaerei leggera
  - Ryujo
- Cinque incrociatori pesanti
  - Chōkai
  - Kumano
  - Mikuma
  - Mogami
  - Suzuya
- Un incrociatore leggero
  - Yura
- 6 cacciatorpediniere

Durante la breve campagna aeronavale, le forze della Marina Imperiale giapponese avrebbero mostrato una chiara superiorità sulle navi e l'aviazione britanniche, e in particolare i mezzi aerei delle portaerei (dotati degli eccellenti caccia A6M Zero e degli efficienti bombardieri/aerosiluranti D3A Val e B5N Kate) e i piloti giapponesi avrebbero dominato i cieli, anche se la flotta inglese con una prudente condotta difensiva sarebbe alla fine riuscita a evitare una battaglia generale che probabilmente avrebbe causato perdite molto più pesanti per la Royal Navy.

## L'incursione della flotta giapponese

### Primi contatti
L'ammiraglio Nagumo contava di cogliere di sorpresa le squadre navali britanniche con una veloce incursione in profondità, portandosi audacemente, con le sue potenti portaerei, a sud di Ceylon e sferrando un attacco aereo generale da sud-ovest su Colombo, colpendo così al suolo le forze aeree nemiche, distruggendo gli impianti e le attrezzature e attaccando nel porto le navi inglesi colte impreparate. Salpato il 26 marzo, quindi, si portò alla massima velocità a sud di Ceylon, contando di sferrare l'attacco il 4 aprile, mentre contemporaneamente l'ammiraglio Ozawa iniziava la sua navigazione verso il Golfo del Bengala per intralciare il traffico mercantile e bombardare a sua volta le coste indiane.

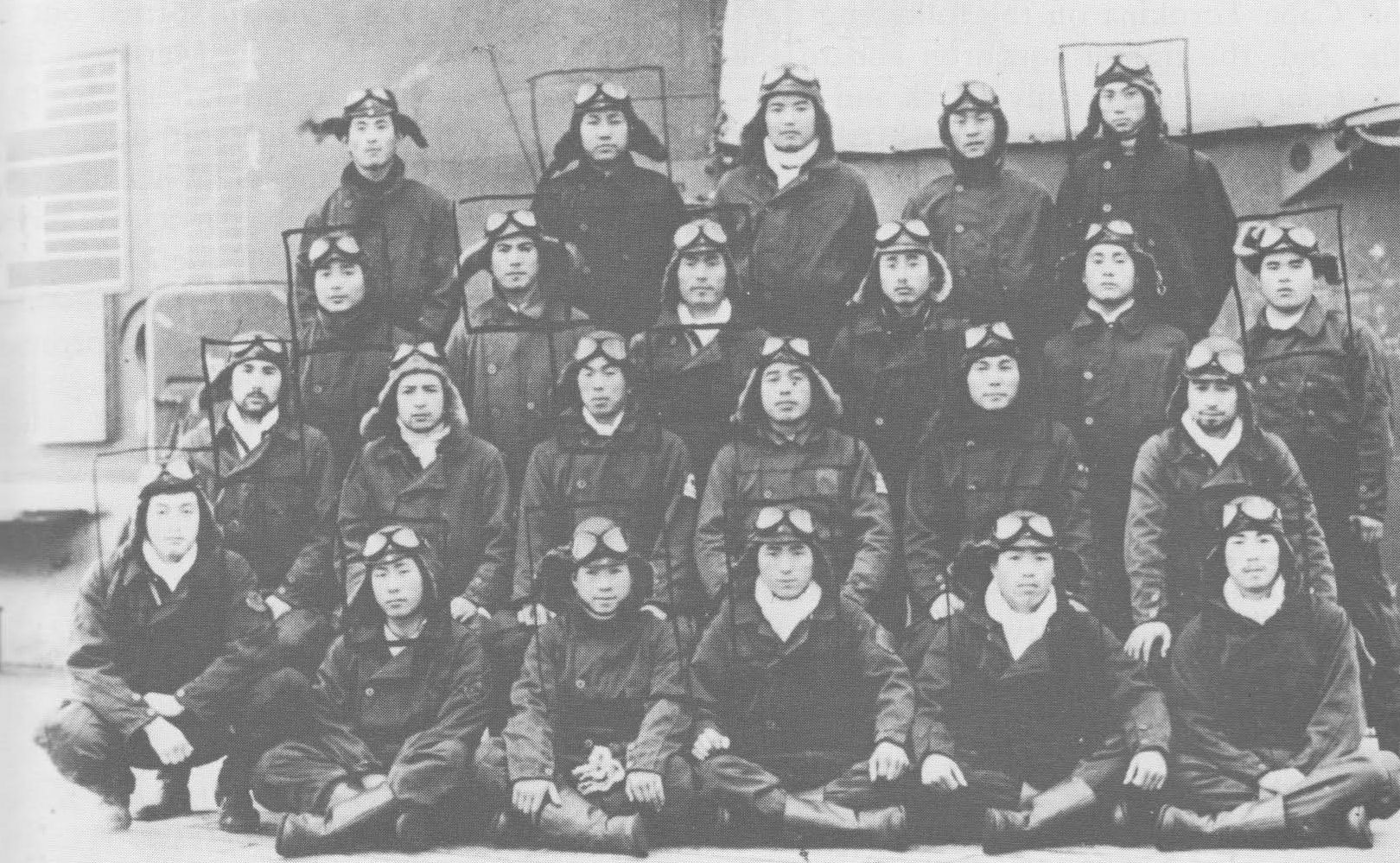
Piloti di caccia A6M Zero della portaerei Zuikaku; durante i primi mesi della guerra nel Pacifico e in Asia, gli agguerriti e addestrati piloti giapponesi ottennero notevoli successi.

In realtà gli ammiragli Somerville e Layton erano già informati (dal 28 marzo) del pericolo in arrivo e prevedevano un attacco della flotta giapponese per i primi giorni di aprile; organizzarono quindi un efficiente sistema di ricognizione con idrovolanti fino a 120 miglia a est di Colombo, allertarono le difese antiaeree dei porti di Ceylon e organizzarono le squadriglie della RAF presenti sull'isola. Inoltre Somerville, forse sottovalutando la forza delle flotta nemica, fin dal 30 marzo, dopo aver radunato tutte le sue forze (comprese le vecchie corazzate classe Revenge) decise inizialmente di rischiare una battaglia e quindi si diresse verso est a sud di Ceylon. Divise inoltre la flotta in due forze, la Forza A costituita dalle navi più veloci e la Forza B dalle altre. Fortunatamente per lui, la manovra era troppo anticipata e quindi il 2 aprile, dopo una ricerca infruttuosa delle navi nemiche (ancora lontane verso est), l'ammiraglio decise di sospendere l'operazione (anche per l'esaurimento delle scorte d'acqua sulle corazzate classe Revenge) e di ripiegare al riparo su Port T (nell'atollo di Addu), mentre i due incrociatori pesanti Cornwall e Dorsetshire rientravano per effettuare delle riparazioni a Colombo.

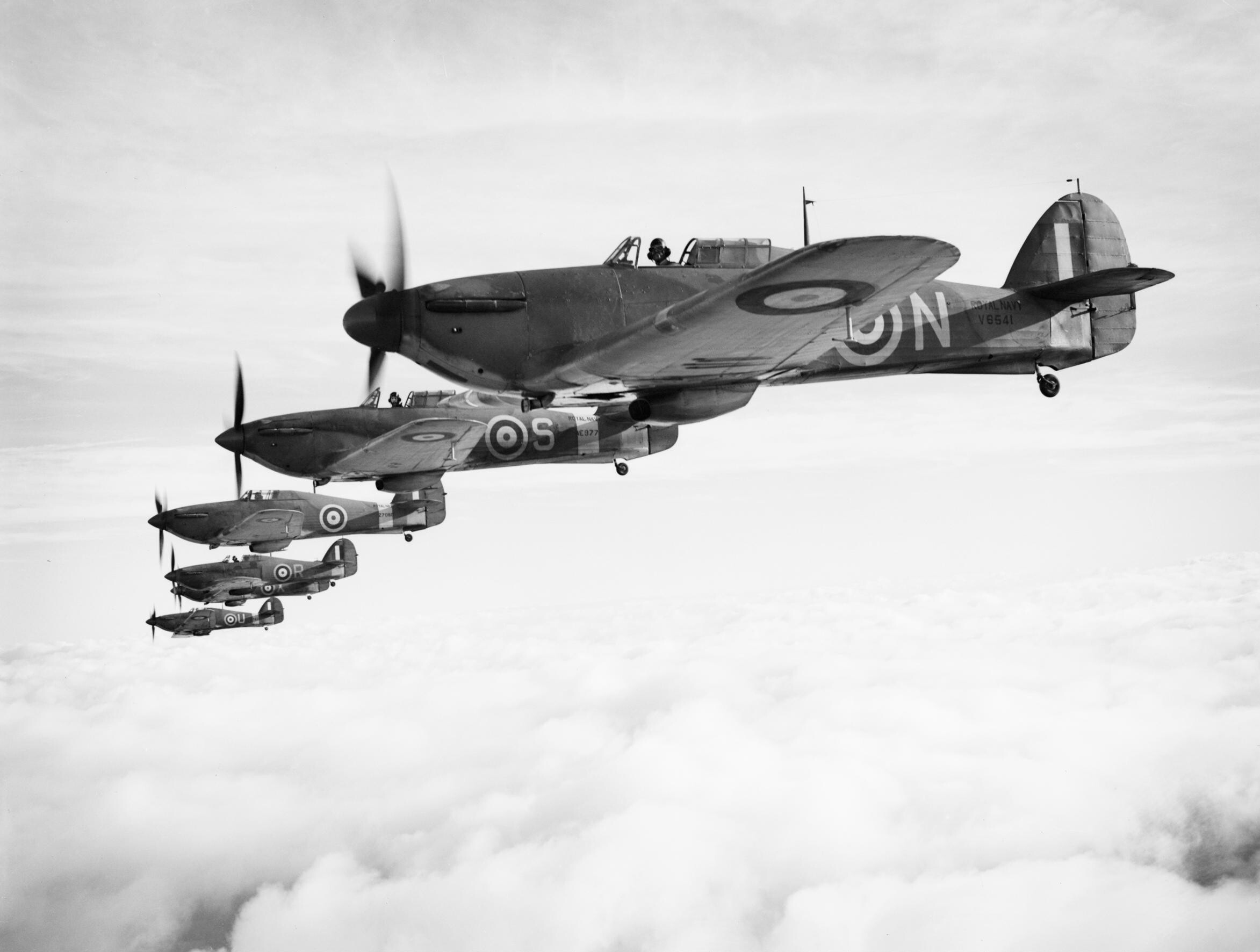
Una squadriglia di caccia inglesi Hurricane. Dopo i successi in Europa e nel Mediterraneo, nel nuovo teatro bellico asiatico, questi aerei subirono dure sconfitte.

La sera del 4 aprile, mentre le navi dell'ammiraglio Somerville stavano rientrando nell'atollo, si verificò il primo, drammatico avvistamento della squadra navale giapponese: un Catalina individuò la flotta nemica e comunicò alcune notizie incomplete ai comandi a Ceylon prima di essere immediatamente abbattuto dai caccia Zero rapidamente decollati dalle portaerei nipponiche; l'ammiraglio Nagumo, cosciente ormai di essere stato verosimilmente scoperto, decise quindi di portarsi rapidamente nella posizione previste (200 miglia a sud di Ceylon) e sferrare subito un massiccio attacco su Colombo, ulteriormente rafforzato nel numero degli aerei impiegati in previsione di una forte resistenza delle difese inglesi.
I decolli dell'ondata d'attacco ebbero inizio all'alba del 5 aprile; si trattava di una formidabile formazione aerea costituita da 36 bombardieri in picchiata Val, 53 bombardieri/aerosiluranti Kate e 36 caccia Zero di scorta, guidata personalmente dal capitano di fregata Mitsuo Fuchida (comandante del gruppo aereo della portaerei Akagi e protagonista dell'attacco del 7 dicembre 1941).
Appresa la notizia dell'avvistamento della squadra nemica, l'ammiraglio Somerville era immediatamente ripartito dalle Maldive (la notte stessa del 4 aprile) con la corazzata Warspite, le due portaerei Indomitable e Formidable, due incrociatori e sei cacciatorpediniere; le altre unità più lente e più vecchie vennero lasciate indietro al comando dell'ammiraglio Willis. Contemporaneamente, sull'isola di Ceylon, l'ammiraglio Layton, che aveva giustamente previsto un attacco aereo per il giorno 5 aprile, potenziò ancora le ricognizioni, provvide a disperdere le navi militari o mercantili presenti nei porti, e allertò le squadriglie aeree della RAF e della Fleet Air Arm per affrontare il nemico e eventualmente contrattaccare.

### Attacchi a Ceylon

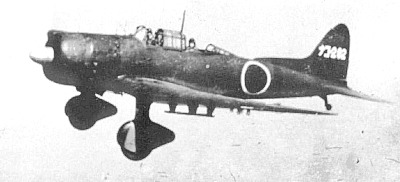
Un bombardiere in picchiata D3 A Val. Questi aerei furono i protagonisti dell'affondamento degli incrociatori inglesi e della Hermes.

Fin dal primo contatto della imponente formazione aerea giapponese, in rotta verso Colombo da sud-ovest, con le difese britanniche, la netta superiorità tecnica e operativa delle forze aeronavali nipponiche si impose: una squadriglia (la 788°) di dodici vecchi aerosiluranti Swordfish, nel tentativo di avvicinarsi a bassa quota alle navi nemiche, venne rapidamente individuata e distrutta da un gruppo di nove caccia Zero distaccatesi prontamente dalla formazione principale.
Tutti gli aerosiluranti vennero abbattuti e gli aerei guidati dal capitano di fregata Fuchida giunsero indisturbati sul porto di Colombo alle ore 8 del 5 aprile; la rada era praticamente deserta e le difese antiaeree inglesi, già avvertite, reagirono violentemente per tentare di contrastare l'attacco.

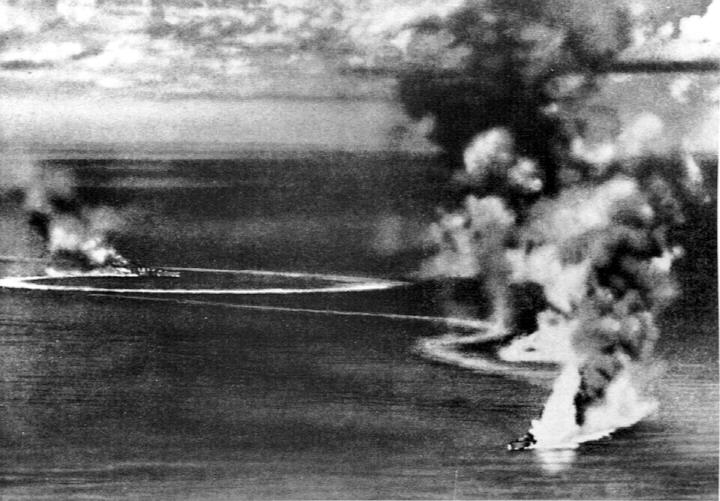
La Cornwall e la Dorsetshire sotto attacco aereo giapponese il 5 aprile 1942.

Pur deluso dalla mancata sorpresa (e dall'assenza delle navi da battaglia inglesi) Fuchida sferrò ugualmente l'attacco contro le installazioni, le difese, il residuo naviglio presente nel porto e contro le piste degli aerodromi, mentre più in alto nel cielo si ingaggiava una violenta battaglia aerea tra gli Hurricane degli Squadroni No. 30 e No. 258 (già decollati in precedenza e intervenuti rapidamente sopra Colombo) e i 36 Zero di scorta.
Il tentativo inglese di disgregare la formazione d'attacco giapponese andò incontro ad un completo fallimento; gli Zero ebbero la meglio e ben 21 dei 35 Hurricane vennero abbattuti, anche 4 Fulmar vennero distrutti in volo dai combattivi e addestrati piloti dei caccia nipponici. I risultati inglesi furono minimi, a costo di perdite rovinose; i giapponesi persero solo 6 Val e appena uno Zero, tuttavia la pronta reazione britannica impressionò le formazioni giapponesi e in parte disorganizzò l'attacco al porto di Colombo.
Durante questa furiosa battaglia aerea, gli aerei d'attacco di Fuchida colpirono alcune navi da trasporto e affondarono il cacciatorpediniere Tenedos danneggiando gravemente l'incrociatore ausiliario Hector; quest'ultimo, una nave mercantile armata, venne spiaggiato prima del definitivo affondamento e più tardi giudicato al di là di ogni possibile riparazione. Le installazioni e gli aeroporti subirono notevoli danni; tuttavia l'obiettivo principale era stato mancato, le navi principali inglesi erano sfuggite e gli aerei non erano stati distrutti al suolo come si era sperato; la violenta reazione dei caccia della RAF, pur duramente respinta, disturbò in parte l'attacco e deluse le speranze di Fuchida di ottenere un rapido e schiacciante successo.
Mentre era ancora in corso l'attacco degli aerei giapponesi sul porto di Colombo, un aereo da ricognizione decollato dall'incrociatore Tone individuò, a circa 300 miglia a sud-ovest dalla zona della battaglia aerea, due incrociatori inglesi in navigazione verso sud; si trattava degli incrociatori pesanti Dorsetshire e Cornwall che, rimasti fino all'ultimo nel porto per effettuare delle riparazioni, erano salpati poco prima dell'attacco giapponese per unirsi alla flotta principale dell'ammiraglio Somerville in avvicinamento dall'atollo di Addu.

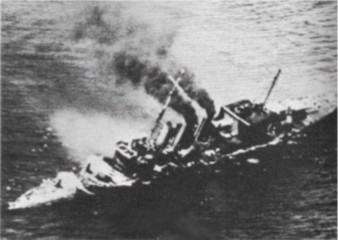
La Cornwall affonda nell'attacco aereo del 5 aprile 1942.

Le navi inglesi, avvertite delle vicinanza degli aerei nemici, navigavano a tutta forza quando vennero individuati dal ricognitore giapponese; alle ore 11.00 i primi aerei vennero avvistati dagli incrociatori e alle ore 13.40 numerose formazioni aeree giapponesi sferrarono una serie di attacchi successivi con micidiale efficacia.
Si trattava di 80 bombardieri in picchiata D3A Val guidati dal capitano di corvetta Egusa (comandante del gruppo aereo della Soryu), appartenenti alla prevista seconda ondata d'attacco e rapidamente dirottati dall'ammiraglio Nagumo contro le navi appena individuate, che, fatti decollare subito, in soli diciannove minuti (fino alle ore 13.59) bersagliarono e affondarono i due incrociatori praticamente indifesi, mostrando una notevole perizia e grande precisione.
I marinai superstiti delle due sfortunate navi inglesi dovettero attendere fino al giorno dopo, in acque infestate da squali, l'arrivo di alcune navi di salvataggio; la sera successiva l'incrociatore leggero Enterprise e due cacciatorpediniere recuperarono 1122 naufraghi; le perdite inglesi nel disastro furono di 29 ufficiali e 395 marinai.
L'ammiraglio Somerville, avvertito del pesante attacco su Colombo e del disastro del Dorsetshire e del Cornwall, manovrò quindi verso est per accorrere in soccorso e raccogliere i naufraghi, ingannando in parte l'ammiraglio Nagumo che dopo aver recuperato le sue formazioni aeree si era diretto verso ovest contando di intercettare la flotta britannica da lui ritenuta in ritirata. Le due squadre quindi non vennero in contatto e Somerville, ormai ben cosciente della netta inferiorità dei suoi mezzi e delle sue navi di fronte alla formidabile forza aeronavale giapponese, ripiegò opportunamente verso sud-ovest riparando nuovamente l'8 aprile a Port T (base navale totalmente ignota ai giapponesi) con le sue due portaerei veloci e con le sue vecchie corazzate. Da Londra anche Churchill e l'Ammiragliato, ammaestrati dalle sfortunate esperienze, invitarono alla prudenza e sottolinearono la necessità di salvaguardare le navi della Eastern Fleet senza esporle alla distruzione.

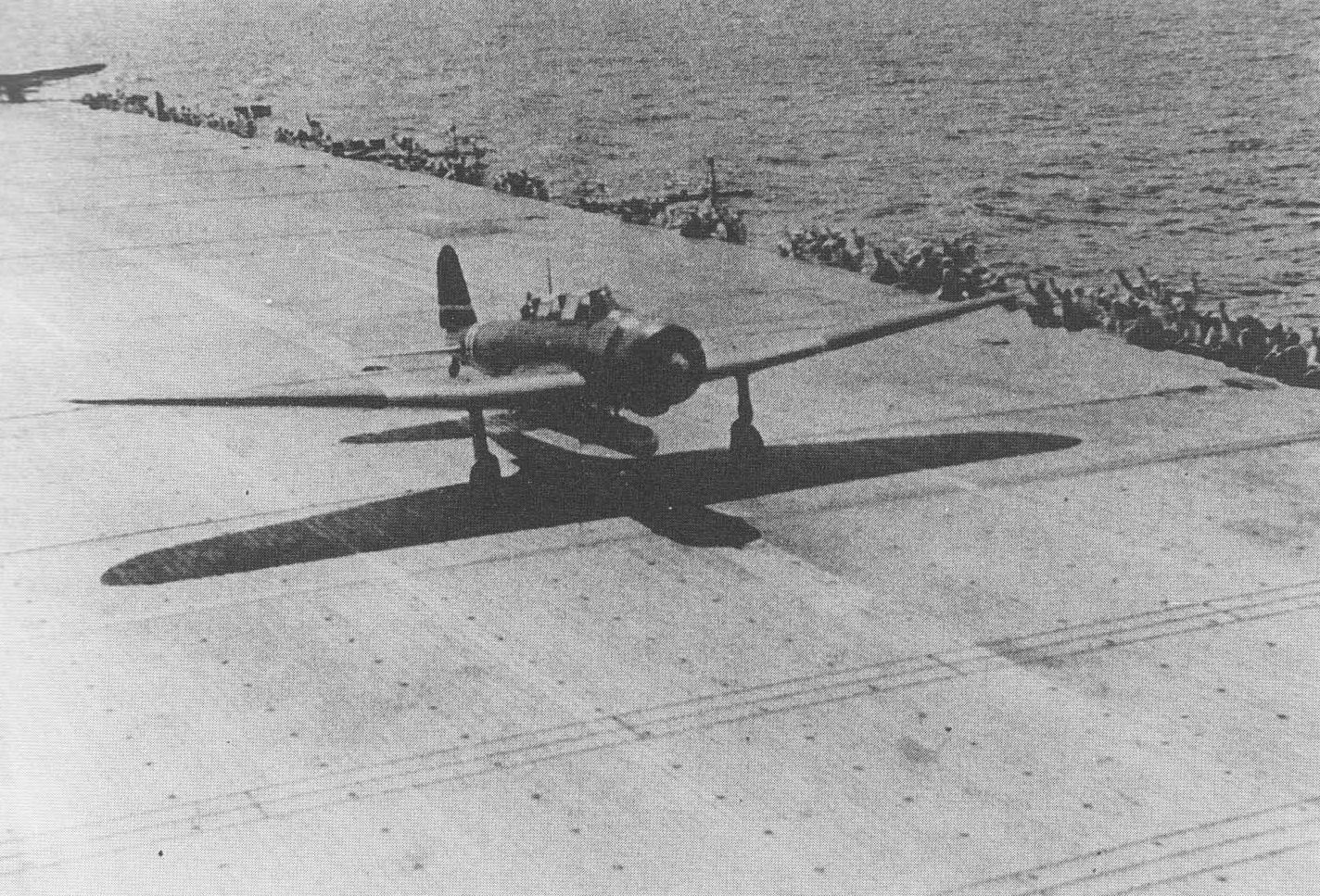
Un bombardiere giapponese B5N Kate sul ponte della portaerei Zuikaku.

Nel frattempo Nagumo, dopo una caccia infruttuosa, aveva proseguito verso sud e poi di nuovo verso ovest cercando di ingannare la ricognizione inglese (che tuttavia mantenne il contatto e tenne costantemente informati Somerville e Layton); l'ammiraglio era intenzionato a sferrare un secondo attacco aereo in forze di sorpresa contro la costa orientale di Ceylon, sperando questa volta di ottenere risultati più decisivi.
Il nuovo obiettivo era il porto di Trincomalee dove era in riparazione la vecchia portaerei Hermes, insieme al cacciatorpediniere Vampire e alla corvetta Hollyhock; la portaerei aveva sbarcato in precedenza i suoi dodici Swordfish dello squadrone No. 814, e quindi era priva di aerei e senza difesa di fronte ad attacchi nemici; allertati dalle ricognizioni aeree dell'avvicinamento delle navi giapponesi i comandi inglesi fecero subito salpare la vecchia portaerei e le sue navi di scorta, e organizzarono le difese antiaeree e le squadriglie di Hurricane e Fulmar.
Nel frattempo, l'ammiraglio Nagumo, cosciente di essere stato nuovamente scoperto e prevedendo una forte resistenza aerea da parte dei caccia britannici, organizzò una grande formazione aerea costituita da 125 bombardieri e caccia, sempre agli ordini del capitano di fregata Fuchida. All'alba del 9 aprile gli aerei giapponesi, dopo che la squadra navale si era portata a sud-est di Ceylon, decollarono per dirigersi verso Trincomalee.
La nuova battaglia aeronavale fu, in pratica, una ripetizione degli scontri su Colombo: avvertiti e preparati, i britannici evitarono i danni maggiori e tentarono di contrattaccare; il nuovo combattimento aereo fu in parte meno disastroso per gli Hurricane ma non poté impedire l'attacco e la devastazione degli aeroporti deserti e delle installazioni della rada. I 16 Hurricane dello squadrone No. 261 e alcuni Fulmar abbatterono due bombardieri B5N Kate (danneggiandone altri) e tre dei 41 Zero entrati in azione, ma vennero di nuovo decimati dagli aggressivi piloti nipponici (otto Hurricane vennero abbattuti e tre pesantemente danneggiati).
Mentre si svolgeva questa battaglia, una squadriglia di bombardieri bimotori Blenheim, riuscì a individuare la flotta giapponese e passò coraggiosamente all'attacco da una quota di 4000 metri. Era la prima volta nella guerra che le portaerei di Nagumo venivano attaccate, e la spaurita formazione di inefficaci bombardieri, senza alcuna copertura caccia, pur difendendosi valorosamente (abbatté due Zero), venne facilmente respinta; cinque aerei inglesi vennero distrutti dalle pattuglie aeree di combattimento giapponesi, mentre gli altri, pur danneggiati, riuscirono a scampare.

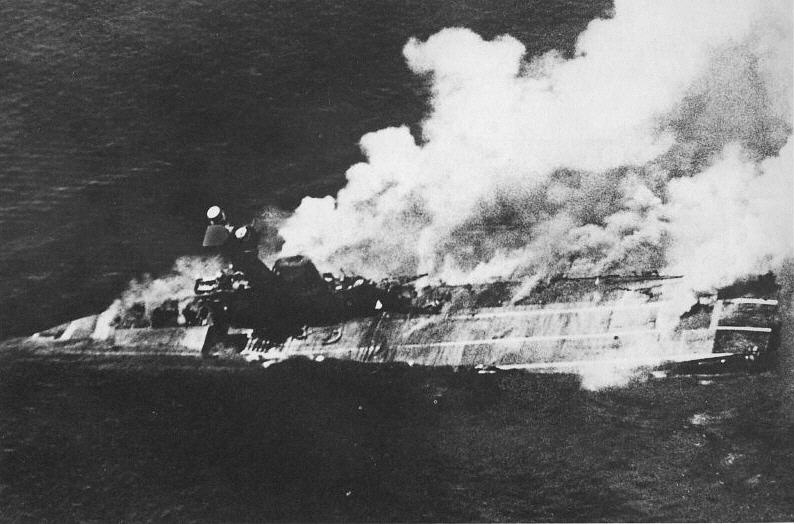
La Hermes affonda sotto le bombe dell'aviazione navale giapponese.

Dopo aver concluso l'attacco e durante il ritorno della prima ondata, i ricognitori giapponesi finirono per individuare la portaerei Hermes e le sue navi scorta a 70 miglia a sud di Batticaloa; l'ammiraglio Nagumo fece quindi immediatamente intervenire la sua seconda ondata, guidata dal capitano di corvetta Egusa.
Ottanta bombardieri in picchiata D3A Val con scorta di caccia si diressero sulla nave (comandata da Richard Francis John Onslow, MVO, Distinguished Service Cross) e la sottoposero ad un pesante martellamento. Priva di aerei a bordo e praticamente indifesa, venne centrata rapidamente con diverse bombe (alcune fonti parlano di quasi 40 colpi a segno) dai precisi attacchi degli aerei giapponesi e affondò insieme alla sua nave di scorta, il cacciatorpediniere Vampire della Royal Australian Navy, a sud est di Trincomalee, Ceylon alle coordinate 07°35'N, 82°05'E. All'attacco assisté la nave ospedale Vita che accorse a recuperare i naufraghi (circa 590 marinai); le perdite umane inglesi furono pesanti: solo sulla Hermes persero la vita 307 uomini di equipaggio. Venne anche affondata una grande nave da trasporto da 10 000 TSL.
Il nuovo disastro, anche se non intaccava in modo rilevante il potenziale della Royal Navy (la vecchia portaerei Hermes essendo praticamente inutile in uno scontro aeronavale) inquietava ulteriormente i comandi britannici e confermava la decisiva superiorità tecnica e operativa della Marina Imperiale giapponese, imponendo alla dirigenza politico-militare inglese nuove drastiche decisioni strategiche per salvaguardare le restanti unità della Eastern Fleet.

### Ritirata della flotta britannica

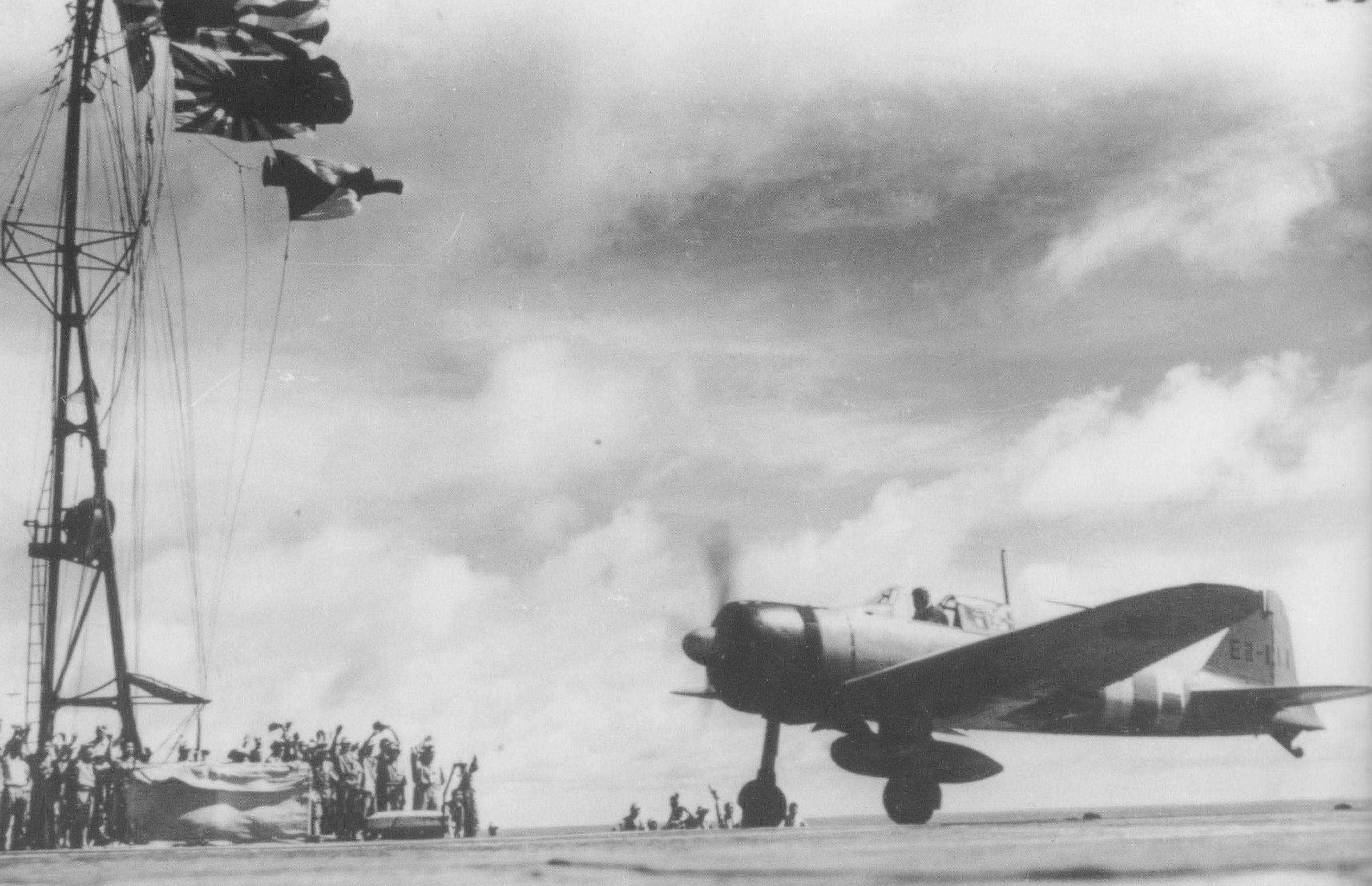
Un caccia Zero apponta sulla portaerei Zuikaku. Dopo la riuscita incursione nell'Oceano Indiano, le magnifiche portaerei giapponesi sarebbero state presto impegnate nella decisiva Battaglia delle Midway.

Contemporaneamente alle battaglie aeronavali a Ceylon, la squadra navale dell'ammiraglio Ozawa aveva imperversato nel Golfo del Bengala, provocando grande allarme nelle coste indiane e nella stessa Calcutta; la navigazione mercantile britannica venne attaccata e subì pesanti perdite; la squadra di incrociatori pesanti giapponesi affondò in totale 23 navi da trasporto nemiche, per un totale di 112 300 TLS di naviglio, praticamente senza incontrare alcuna resistenza e intralciando fortemente il rifornimento delle truppe britanniche in ritirata in Birmania.
Fin dal 6 aprile, inoltre una parte della squadra, imperniata principalmente sulla portaerei leggera Ryūjō, si era portata più vicina alle coste indiane per sferrare un nuovo attacco aereo sulle basi inglesi di Cocanada e Vizagalam che colse di sorpresa il nemico anche se non ottenne grandi risultati concreti.
Fin dal 31 marzo 1942 si era precipitosamente decisa dalle autorità inglesi l'evacuazione del porto di Calcutta (operazione presto interrotta di fronte ai pericoli della navigazione nel Golfo del Bengala per la presenza di sommergibili giapponesi e della squadra navale dell'ammiraglio Ozawa); il 7 aprile Churchill inviò un primo messaggio di allarme al Presidente Roosevelt, avvertendolo della incolmabile inferiorità navale inglese nel Sud-Est Asiatico di fronte alle portaerei giapponesi e sollecitando una ricomparsa offensiva della Flotta del Pacifico americana per alleviare la situazione.
Nel frattempo, l'ammiraglio Somerville, dopo essere fortunosamente sfuggito alla caccia delle forze aeronavali nemiche e ormai edotto sui pericoli di una battaglia navale contro la flotta dell'ammiraglio Nagumo, propose (ottenendo il rapido consenso dell'ammiraglio Dudley Pound) una ritirata strategica per evitare nuove perdite; quindi, mentre le vecchie corazzate Classe Revenge ripiegavano addirittura sulla costa africana per coprire almeno la rotta del Capo, le navi più moderne (le due portaerei veloci e la corazzata Warspite) si portarono in un primo momento a Bombay.
Nonostante le rimostranze di Churchill (preoccupato anche di un catastrofico crollo del prestigio britannico in India) e con l'appoggio dell'Ammiragliato, Somerville decise ben presto di ritirarsi ulteriormente: la comparsa di sommergibili giapponesi al largo di Bombay provocò il panico; e infine alla metà di aprile anche la flotta principale inglese salpò per l'Africa e giunse in salvo alla base di Kilindini, al riparo da minacce dirette giapponesi ma avendo rinunciato a difendere le acque del sub-continente indiano.

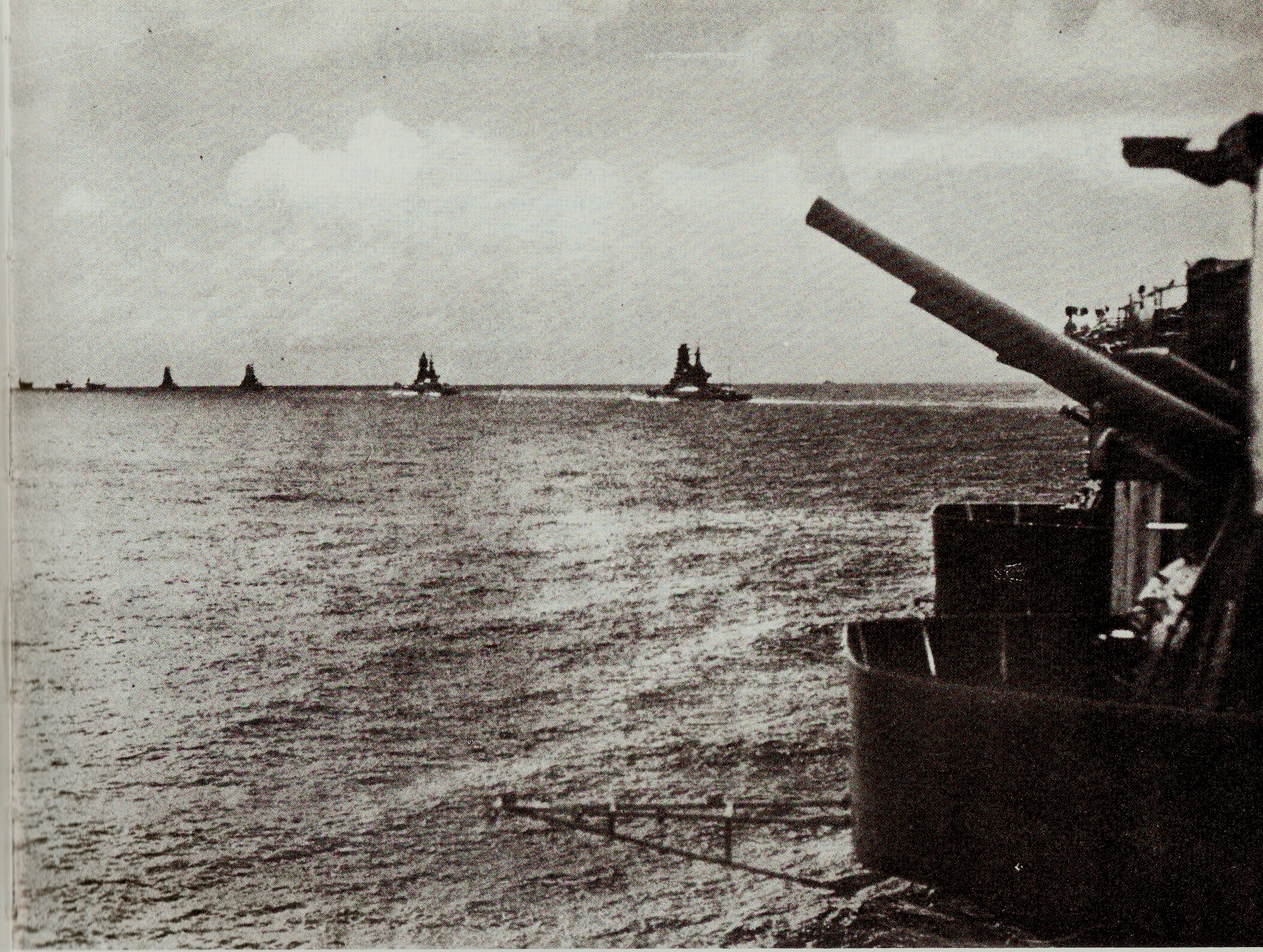
La flotta giapponese in navigazione nell'Oceano Indiano. Si riconoscono quattro navi da battaglia della Classe Kongo e, all'orizzonte, tre portaerei.

Il 15 aprile il Primo Ministro inglese inviò un secondo messaggio al presidente Roosevelt, evocando i pericoli di una perdita di Ceylon e del controllo dell'Oceano Indiano (e quindi delle rotte oceaniche per il Medio Oriente, il Golfo Persico e l'Africa) e richiedendo nuovamente un intervento diversivo delle Flotta americana nel Pacifico ed anche l'invio di bombardieri pesanti in India.
Roosevelt non chiarì i progetti navali americani (era in svolgimento proprio in quei giorni la puntata a sorpresa per bombardare Tokyo) ma propose generosamente di inviare aerei in India con la vecchia portaerei Ranger e anche di spedire le corazzate americane più moderne in Atlantico per disimpegnare navi da battaglia inglesi da impiegare in Oriente.
In realtà, a quella data, la minaccia giapponese era già svanita; dopo il secondo, riuscito attacco su Ceylon, l'ammiraglio Nagumo, ormai informato della precipitosa ritirata inglese e quindi dell'impossibilità di ottenere maggiori risultati senza una prolungata permanenza nell'Oceano Indiano, prese la via del ritorno e, insieme alla flotta dell'ammiraglio Ozawa, già il 13 aprile abbandonava le acque del sub-continente e ripassava lo stretto di Malacca per fare rotta verso il Giappone.
Del resto molti dei risultati ricercati dalla manovra giapponese erano stati pienamente raggiunti; l'apparentemente minaccioso concentramento della Eastern Fleet era stato disperso e costretto a battere in ritirata fino alle coste africane, il nemico aveva subito dure perdite in aria e in mare e la campagna dell'Esercito giapponese in Birmania si stava svolgendo con pieno successo.
La situazione era molto più pericolosa nel Pacifico, di fronte alla rinnovata aggressività delle portaerei americane; la notizia dello spettacolare bombardamento di Tokyo giunse a Nagumo proprio durante la navigazione di ritorno; i tentativi delle portaerei giapponesi, subito allertate, di intercettare le navi americane che si erano pericolosamente avvicinate alle acque giapponesi, fallirono e quindi la Flotta di Nagumo fece rientro in patria il 22 aprile senza ulteriori complicazioni.
L'incursione nell'Oceano Indiano era finita e le eccellenti forze aeronavali della Kido Butai erano urgentemente necessarie per sferrare finalmente il colpo decisivo contro la pericolosa flotta americana, secondo i progetti tenacemente perseguiti dall'ammiraglio Yamamoto.

## Conclusione e considerazioni storiografiche
La breve campagna aeronavale nell'Oceano Indiano si concluse con una nuova, netta sconfitta inglese; suggellando, insieme alle precedenti disfatte a Singapore e a Kuan-Tan, il crollo del potere e del prestigio dell'Impero Britannico nel Sud-Est asiatico e in parte anche in India (evento di portata epocale e praticamente irreversibile nonostante la vittoria finale alleata del 1945).
Dal punto di vista materiale, i risultati ottenuti dalla flotta giapponese non furono di grande importanza; le navi perdute dagli inglesi erano vecchie e superate, e le portaerei migliori riuscirono a sfuggire, mentre le perdite aeree della RAF e della Fleet Air Arm furono pesanti (oltre 60 apparecchi) e soprattutto i mezzi e le tattiche britanniche si dimostrarono inefficaci contro i caccia Zero giapponesi e contro l'aggressività e la preparazione dei piloti nipponici (che subirono perdite molto minori).

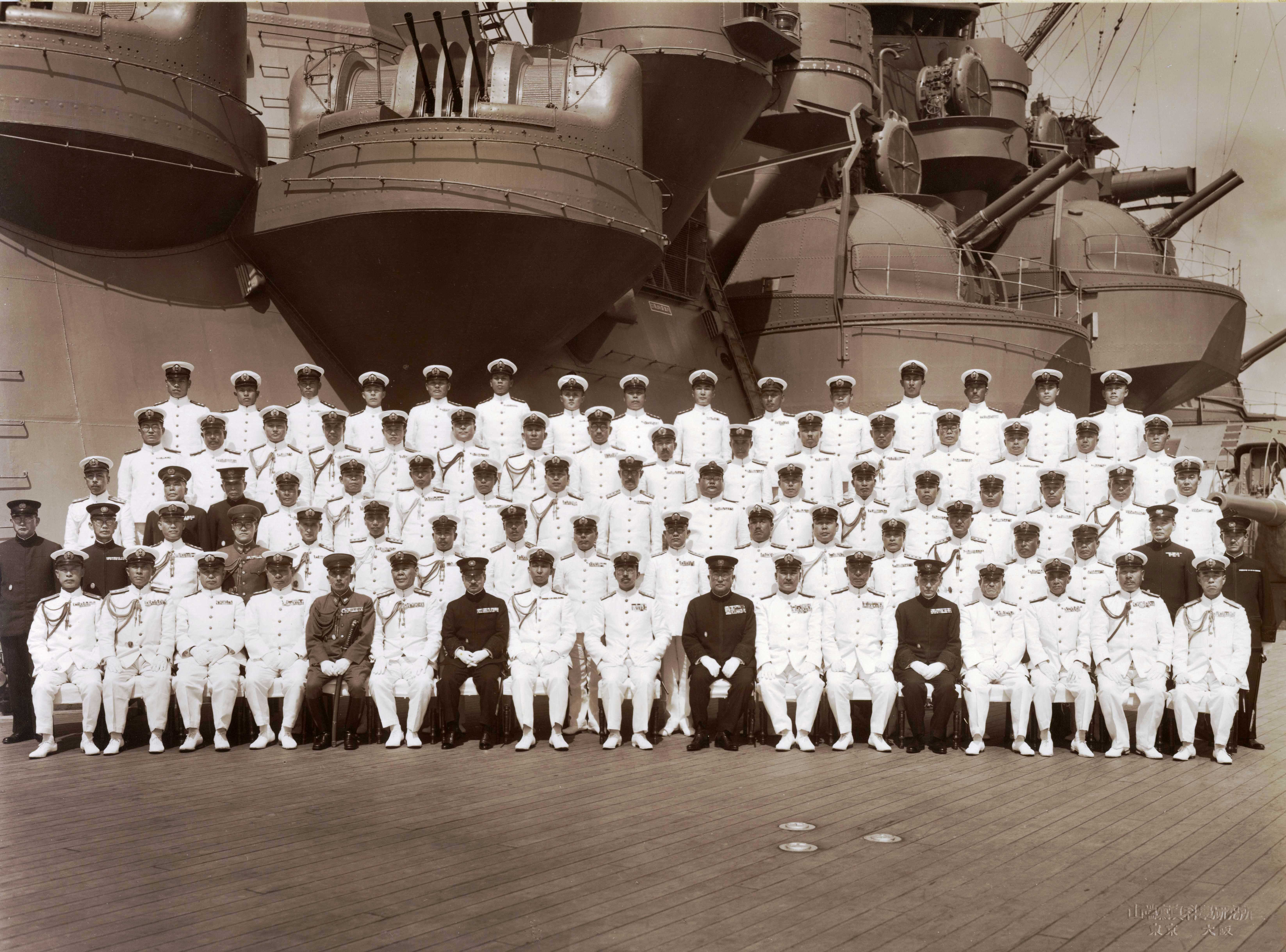
L'Imperatore Hirohito (al centro in prima fila) accanto agli ufficiali della Marina Imperiale giapponese a bordo della corazzata gigante Musashi.

Dal punto di vista strategico e psicologico l'incursione (visti i suoi intenti prevalentemente difensivi) ottenne pieno successo costringendo a una totale ritirata la Eastern Fleet e intimorendo per lungo tempo i britannici; a maggio, sempre impressionati dalla potenza e dall'audacia del nemico e sulla base di notizie della presenza di sommergibili giapponesi nelle acque del Madagascar, la Royal Navy si sarebbe impegnata in un'inutile diversione, occupando con gran dispiegamento di forze (tra cui la portaerei Illustrious appena giunta a Kilindini per rafforzare la squadra dell'ammiraglio Somerville) quell'isola per timore di nuove minacce alla rotta del Capo.
La Flotta britannica (ora ridenominata British Pacific Fleet) sarebbe ricomparsa sui mari d'Oriente solo nel 1944, ormai troppo tardi per prendere parte in modo significativo (accanto alle possenti squadre americane) alla riconquista delle posizioni perdute nel Pacifico.

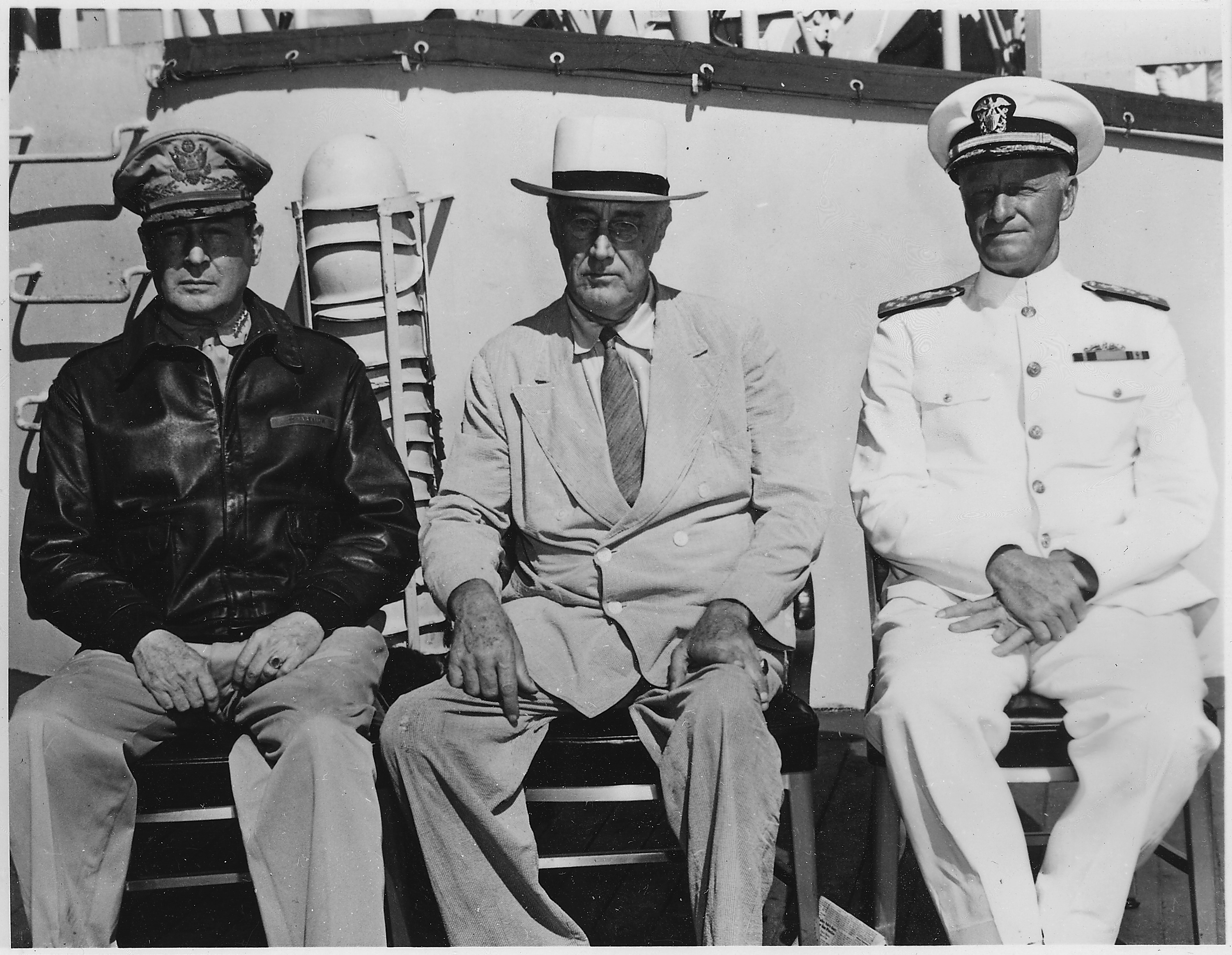
Il Presidente Roosevelt, nella foto al centro tra il generale MacArthur alla sua destra e l'ammiraglio Nimitz, sostenne materialmente e moralmente Churchill e mantenne sempre completa fiducia nella vittoria finale degli Alleati.

Nella primavera 1942 Churchill fu molto preoccupato dalla incursione giapponese e ipotizzò anche un catastrofico cedimento dell'equilibrio strategico nel Medio Oriente a favore dell'Asse (come temuto anche da un pessimistico rapporto globale dello stesso generale statunitense Marshall); da parte sua Roosevelt, con la sua tranquilla sicurezza, sembra aver valutato con maggiore perspicacia la situazione. Pienamente fiducioso nella potenza americana (in crescente sviluppo secondo i grandiosi programmi del Victory Program) il Presidente non manifestò dubbi sulla riuscita a lungo termine dei piani per contenere l'avanzata giapponese, concentrando la sua attenzione su alcuni punti principali: salvaguardare l'appoggio alla Cina, bloccare la penetrazione giapponese in Australia, sviluppare la flotta portaerei della Marina americana, accordare sempre la precedenza al fronte Atlantico e al progetto Germany First (nemico principale la Germania).
In sede di valutazione storica la breve incursione aeronavale giapponese è stata spesso considerata una grande occasione persa da parte delle tre Potenze dell'Asse, conseguenza della miopia strategica degli Stati maggiori e dell'egoismo e dalla scarsa capacità politico-militare delle autorità dirigenti del Tripartito.
In teoria, questa fu effettivamente la sola occasione in cui sembrò concretizzarsi un piano strategico coerente e un congiungimento strategico-operativo foriero potenzialmente di risultati decisivi in tutto l'immenso teatro bellico dell'Africa, del Medio Oriente, del Golfo Persico e del sub-continente indiano.
Deve tuttavia essere considerato che, come giustamente ritenevano gli ammiragli Yamamoto e Nagano, un'offensiva prolungata giapponese e un grandioso piano di conquista, con un'occupazione duratura di enormi territori a grande distanza dalla madrepatria (senza una collaborazione militare della Germania e dell'Italia, difficile per mancanza di mezzi aeronavali adeguati, oltre che per scarsa volontà politica) sarebbe stata impossibile senza aver preventivamente ottenuto la neutralizzazione completa e definitiva della potenza navale americana nel Pacifico, ancora molto pericolosa come dimostrato dagli ultimi avvenimenti. Ottenuto questo risultato (e a questo mirava la Operazione Mi di Yamamoto), la situazione alleata nel teatro bellico sarebbe verosimilmente precipitata (almeno a medio termine) permettendo di riprendere in considerazione audaci progetti offensivi a grande raggio.
L'esito dell'imminente battaglia delle Midway, con l'imprevedibile distruzione delle potenti portaerei e delle formidabili forze aeronavali nipponiche che avevano dominato su tutti i campi di battaglia per mesi, avrebbe, naturalmente, vanificato tutti i piani di conquista dell'Impero giapponese e capovolto completamente e per sempre la situazione nel Pacifico e nel Sud-Est asiatico a favore degli Stati Uniti e degli Alleati.